# Exochus abdominalis
Exochus abdominalis là một loài tò vò trong họ Ichneumonidae.